# Маловолчанка
Маловолча́нка (рос. Маловолчанка) — село у складі Крутіхинського району Алтайського краю, Росія. Адміністративний центр та єдиний населений пункт Маловолчанської сільської ради.

## Населення
Населення — 651 особа (2010; 832 у 2002).
Національний склад (станом на 2002 рік):
- росіяни — 94 %